# تكتيك الصدام

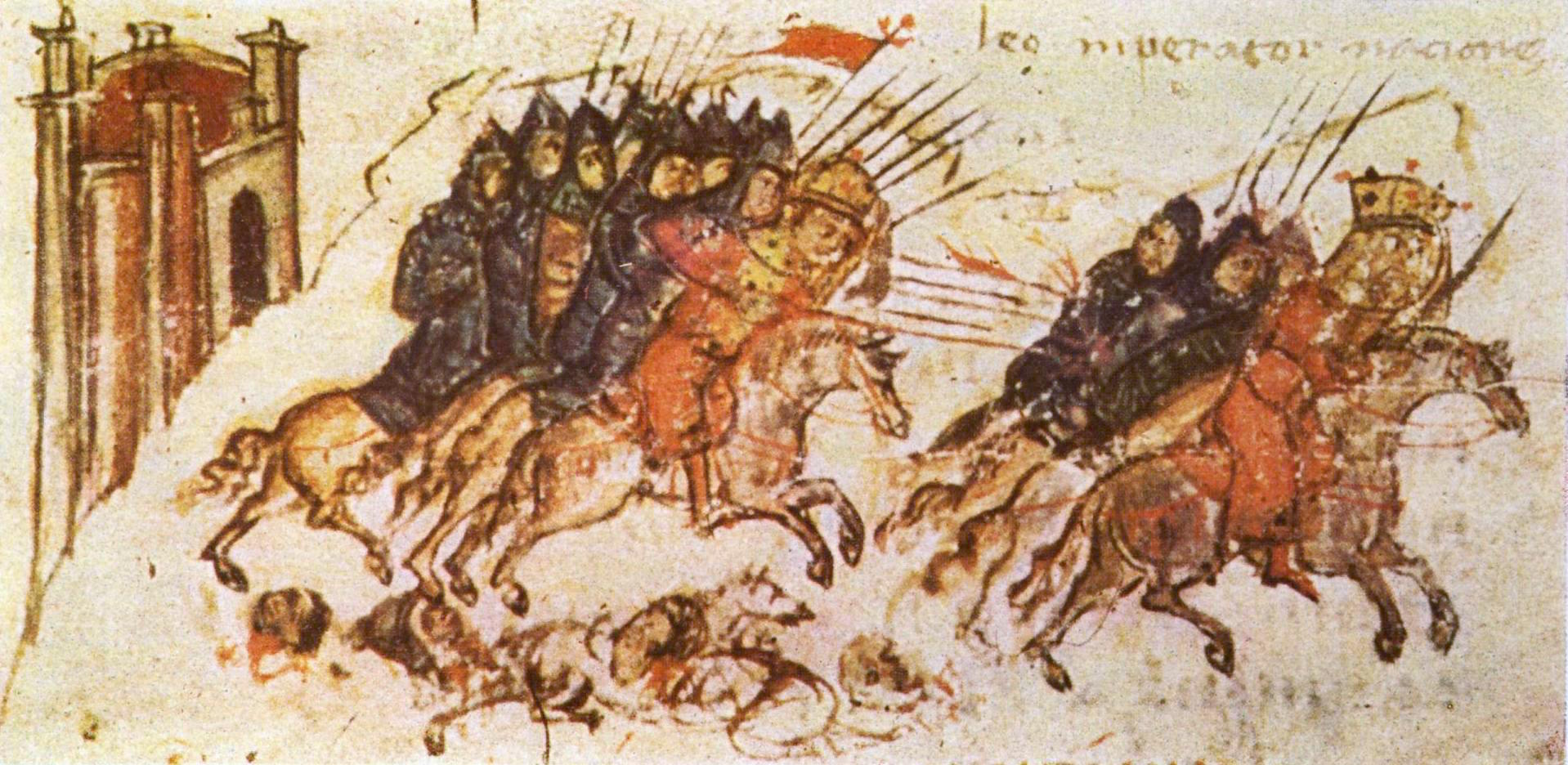

تكتيك الصدام أوتكتيك المصادمة أوهجوم الصدمة: هو مناورة هجومية في المعارك، والذي تقوم فيه القوات المهاجمة بالهجوم بقوات كبيرة وبأقصى سرعة. الهدف من هذا التكتيك: توجيه ضربة مباشرة قوية ضد العدو، تهدف إلى كسر تشكيلاته وتحطيم معنويات جنوده.

## استخدامه قديمًا
كان هذا التكتيك ينفذ قديمًا عادة باستخدام سلاح الفرسان، وأحيانًا باستخدام المشاة المدجّجة بالسلاح. غالبًا ما كان الفرسان يستخدمون الحراب الطويلة، وبأقصى سرعة ضد تشكيل العدو.

## استخدامه حديثًا
بعد اختراع الأسلحة النارية، تضاءل استخدام سلاح الفرسان في التكتيكات العسكرية، وأصبح استخدام المشاة المدجّجة بالأسلحة النارية أكثر شيوعًا. ولكن مع انتشار تكتيك حرب الخنادق في الحرب العالمية الأولى، أصبح استخدام المشاة أيضًا غير فعال، حيث جعلت الرشاشات هذا التكتيك غير نافع، ولولا اختراع الدبابات لما أمكن استخدام تكتيك الهجوم المفاجئ ثانيةً.
في الحرب العالمية الثانية، عدّل الألمان التكتيك ليتلاءم مع الحرب المدرعة، وكانت النتيجة: (تكتيك الحرب الخاطفة) الذي اعتمد على استخدام الدبابات، وحقّق إنجازات كبيرة خلال الحرب، فانتشر استخدامه في معظم الجيوش الحديثة.
استخدمت الولايات المتحدة الأمريكية في حرب الخليج الثانية تكتيكًا أسْمَتْهُ: "الصدمة والرعب"، وهو تكتيك جمَع بين الحرب البرية و الجوية. 
ونظرا لمتطلبات هذا النوع من الهجوم، فإنّ العسكرية الحديثة أوجدت ما تُسمّى بـ: (قوات مشاة ميكانيكية) المزوّدة بأسرع مركبات الحركة، التي تمكّنها من تنفيذ هذه الاستراتيجية، إلا أنّ القيادة العسكرية تلجأ -عادة- إلى الهجوم في البداية باستخدام قواتها الخاصة قبل الهجوم بباقي القوات؛ حتى تقوم القوات الخاصة بإحداث أكبر قدْرٍ ممكن من الخسائر للعدو وتفقده توازنه سريعاً.